# Sergej Berezin
Sergej Jevgeňjevič Berezin (rusky Сергей Евгеньевич Березин; 5. listopadu 1971, Voskresensk, Moskevská oblast, SSSR – 26. června 2024, Windermere, Florida, USA) byl ruský hokejový útočník.

## Hráčská kariéra
Rodák z Voskresensku začínal v tamním klubu Chimik Voskresensk nedaleko Moskvy. V roce 1990 odehrál první zápasy za seniorský A-tým, v poslední sezoně sovětské hokejové ligy. V roce 1991 byl nominován na mistrovství světa juniorů, se sovětským týmem získali stříbrné medaile. V roce 1991 se změnila liga na Ruskou superligu, s Voskresenskem hrál do roku 1994. Německý klub Kölner Haie si jej vyhlédl a nakonec se s klubem dohodl. Při svém prvním zahraniční angažmá v německé nejvyšší lize v ročníku 1994/95 zea43 odehraných zápasů nasbíral 57 kanadských bodů, čímž překvapil všechny kritiky. Ještě téhož roku 1994 byl draftován týmem Toronto Maple Leafs až z 256. místa. Vzhledem k tomu, že měl držení hole na pravé straně, neměl klub zájem o jeho služby. Rozhodl se tedy setrvat v Kolíně nad Rýnem. Svůj přínos klubu oplatil sbíraním kanadských bodů, celkem nastřádal 80 bodů a byl zvolen do All-Star týmu. K tomu nastřílel v základní čáti 49 branek z 50 odehraných zápasů. Tím se stal nejlepším střelcem a vytvořil tak rekord soutěže Deutsche Eishockey Liga, který je stále platný.
Po úžasné sezoně v německém týmu Kölner Haie, odcestoval do zámoří, přesněji do týmu Toronto Maple Leafs, kterým byl draftován. První zápas v NHL odehrál 5. října 1996, v zápase mezi Mighty Ducks of Anaheim a Toronto Maple Leafs vystřelil na branku čtyřikrát. Ve třetím zápase proti Tampa Bay Lightning vstřelil branku a jednou asistoval. Ve své první sezoně v NHL odehrál 73 zápasů, v nichž nastřádal 41 kanadských bodů. Jako nováček byl díky dobrým výkonům zvolen do All-Rookie Tým. V organizaci Maple Leafs vydržel do roku 2001, během pěti let působení v týmu se stal jedním z nejpopulárnějších hráčů mezi fanoušky za jeho fair play chování mimo led. 23. června 2001 byl vyměněn do týmu Phoenix Coyotes za Mikaela Renberga. Ve Phoenixu dlouho nesetrval, po 49 odehraných zápasů byl vyměněn do Montreal Canadiens za Briana Savage a třetí kola draftu v roce 2002 a 2003. V Montreal Canadiens pouze dohrál sezonu. 30. června 2002 byl vyměněn do týmu Chicago Blackhawks za čtvrté kolo draftu 2004 (touto volbou byl vybrán James Wyman). Opět v týmu nesetrval do konce sezony a v závěru ročníku byl opět vyměněn, jeho pátým klubem v NHL se stal Washington Capitals. Jeho výměny vedly i ke zhoršeným výkonům, necítil se v NHL pohodlně. 11. března 2003 byl vyměněn do týmu Philadelphia Flyers za čtvrté kolo draftu v roce 2004 (touto volbou byl vybrán R.J. Anderson). Za Philadelphii neodehrál žádný zápas a byl uvolněn jako volný hráč. Tým New Jersey Devils měl zájem o jeho služby, ale nakonec podepsal smlouvu s ruským klubem HC CSKA Moskva jako volný hráč. Po skončení ročníku ukončil aktivní kariéru.
Zemřel náhle ve věku 52 let, příčiny smrti nebyly zveřejněny.

## Ocenění a úspěchy
- 1995 DEL – Hráč roku
- 1996 DEL – Hráč roku
- 1996 DEL – Nejlepší střelec
- 1997 NHL – All-Rookie Tým

## Prvenství
- Debut v NHL – 5. října 1996 (Mighty Ducks of Anaheim proti Toronto Maple Leafs)
- První gól v NHL – 12. října 1996 (Tampa Bay Lightning proti Toronto Maple Leafs, kanadskému brankáři Corey Schwabovi)
- První asistence v NHL – 12. října 1996 (Tampa Bay Lightning proti Toronto Maple Leafs)
- První hattrick v NHL – 10. února 1998 (Toronto Maple Leafs proti Carolina Hurricanes)

## Zajímavosti
V sezoně 2001/02, kdy hrál v NHL vstřelil legendární 10 000. gól v historii vstřelených gólů týmu Montreal Canadiens.

## Klubová statistika
| Sezóna       | Klub                | Soutěž       |     | Základní část | Základní část | Základní část | Základní část | Základní část |    | Play off | Play off | Play off | Play off | Play off |
| Sezóna       | Klub                | Soutěž       | Z   | G             | A             | B             | TM            | Z             | G  | A        | B        | TM       |          |          |
| 1990/1991    | Chimik Voskresensk  | SSSR         | 30  | 6             | 2             | 8             | 4             | —             | —  | —        | —        | —        |          |          |
| 1991/1992    | Chimik Voskresensk  | RSL          | 36  | 7             | 5             | 12            | 10            | —             | —  | —        | —        | —        |          |          |
| 1992/1993    | Chimik Voskresensk  | RSL          | 38  | 9             | 3             | 12            | 12            | 2             | 1  | 0        | 1        | 0        |          |          |
| 1993/1994    | Chimik Voskresensk  | RSL          | 40  | 31            | 10            | 41            | 16            | 3             | 2  | 0        | 2        | 2        |          |          |
| 1994/1995    | Kölner Haie         | DEL          | 43  | 38            | 19            | 57            | 8             | 18            | 17 | 8        | 25       | 10       |          |          |
| 1995/1996    | Kölner Haie         | DEL          | 50  | 49            | 31            | 80            | 8             | 14            | 13 | 9        | 22       | 10       |          |          |
| 1996/1997    | Toronto Maple Leafs | NHL          | 73  | 25            | 16            | 41            | 2             | —             | —  | —        | —        | —        |          |          |
| 1997/1998    | Toronto Maple Leafs | NHL          | 68  | 16            | 15            | 31            | 10            | —             | —  | —        | —        | —        |          |          |
| 1998/1999    | Toronto Maple Leafs | NHL          | 76  | 37            | 22            | 59            | 12            | 17            | 6  | 6        | 12       | 4        |          |          |
| 1999/2000    | Toronto Maple Leafs | NHL          | 61  | 26            | 13            | 39            | 2             | 12            | 4  | 4        | 8        | 0        |          |          |
| 2000/2001    | Toronto Maple Leafs | NHL          | 79  | 22            | 28            | 50            | 8             | 11            | 2  | 5        | 7        | 2        |          |          |
| 2001/2002    | Phoenix Coyotes     | NHL          | 41  | 7             | 9             | 16            | 4             | —             | —  | —        | —        | —        |          |          |
| 2001/2002    | Montreal Canadiens  | NHL          | 29  | 4             | 6             | 10            | 4             | 6             | 1  | 1        | 2        | 0        |          |          |
| 2002/2003    | Chicago Blackhawks  | NHL          | 66  | 18            | 13            | 31            | 8             | —             | —  | —        | —        | —        |          |          |
| 2002/2003    | Washington Capitals | NHL          | 9   | 5             | 4             | 9             | 4             | 6             | 0  | 1        | 1        | 0        |          |          |
| 2003/2004    | CSKA Moskva         | RSL          | 16  | 1             | 3             | 4             | 14            | —             | —  | —        | —        | —        |          |          |
| Celkem v NHL | Celkem v NHL        | Celkem v NHL | 502 | 160           | 126           | 286           | 54            | 52            | 13 | 17       | 30       | 6        |          |          |

## Reprezentace
| Rok    | Tým              | Soutěž | Z  | G  | A | B  | TM |
| ------ | ---------------- | ------ | -- | -- | - | -- | -- |
| 1991   | Sovětský svaz 20 | MSJ    | 7  | 3  | 1 | 4  | 6  |
| 1994   | Rusko            | OH     | 8  | 3  | 2 | 5  | 2  |
| 1994   | Rusko            | MS     | 6  | 2  | 1 | 3  | 2  |
| 1995   | Rusko            | MS     | 6  | 7  | 1 | 8  | 4  |
| 1996   | Rusko            | MS     | 8  | 4  | 5 | 9  | 2  |
| 1996   | Rusko            | SP     | 2  | 1  | 0 | 1  | 0  |
| 1998   | Rusko            | MS     | 6  | 6  | 2 | 8  | 2  |
| Celkem | Celkem           | Celkem | 26 | 19 | 9 | 28 | 10 |